# Station Chamblet
Station Chamblet is een spoorwegstation in de Franse gemeente Doyet.